# Національне шосе 1 (Японія)
Національне шосе 1 (яп. 国道1号, Kokudō Ichi-gō) — головна магістраль на острові Хонсю в Японії. З’єднує Чюо, Токіо, в регіоні Канто, з містом Осака, префектура Осака в регіоні Кінкі, проходячи через регіон Тюбу. Слідує за старим східноморським шляхом на захід від Токіо до Кіото, а старого Кьо Кайдо звідти до Осаки. Між Токіо та префектурою Айті вона проходить паралельно швидкісній автостраді Томей; звідти до префектури Міе, швидкісною автострадою Хіґасі-Мейхан, а з префектури Сіга до Осаки, швидкісною автострадою Мейсін. Її загальна довжина становить 760,9 кілометра. На східній кінцевій станції в Ніхонбасі, Чуо, Токіо, з’єднується з національними маршрутами 4, 6, 14, 15, 17 і 20. На західній кінцевій станції в Умеда, Кіта-ку, Осака, де з’єднується з маршрутами 2, 25, 26 та іншими магістралями.
Національний маршрут 1 з’єднує Токіо з важливими столицями префектур Йокогама (префектура Канагава), Сідзуока, Нагоя (префектура Айчі), Оцу (префектура Сіга), Кіото та Осака. Це сучасне втілення досучасного Tōkaidō.

## Історія

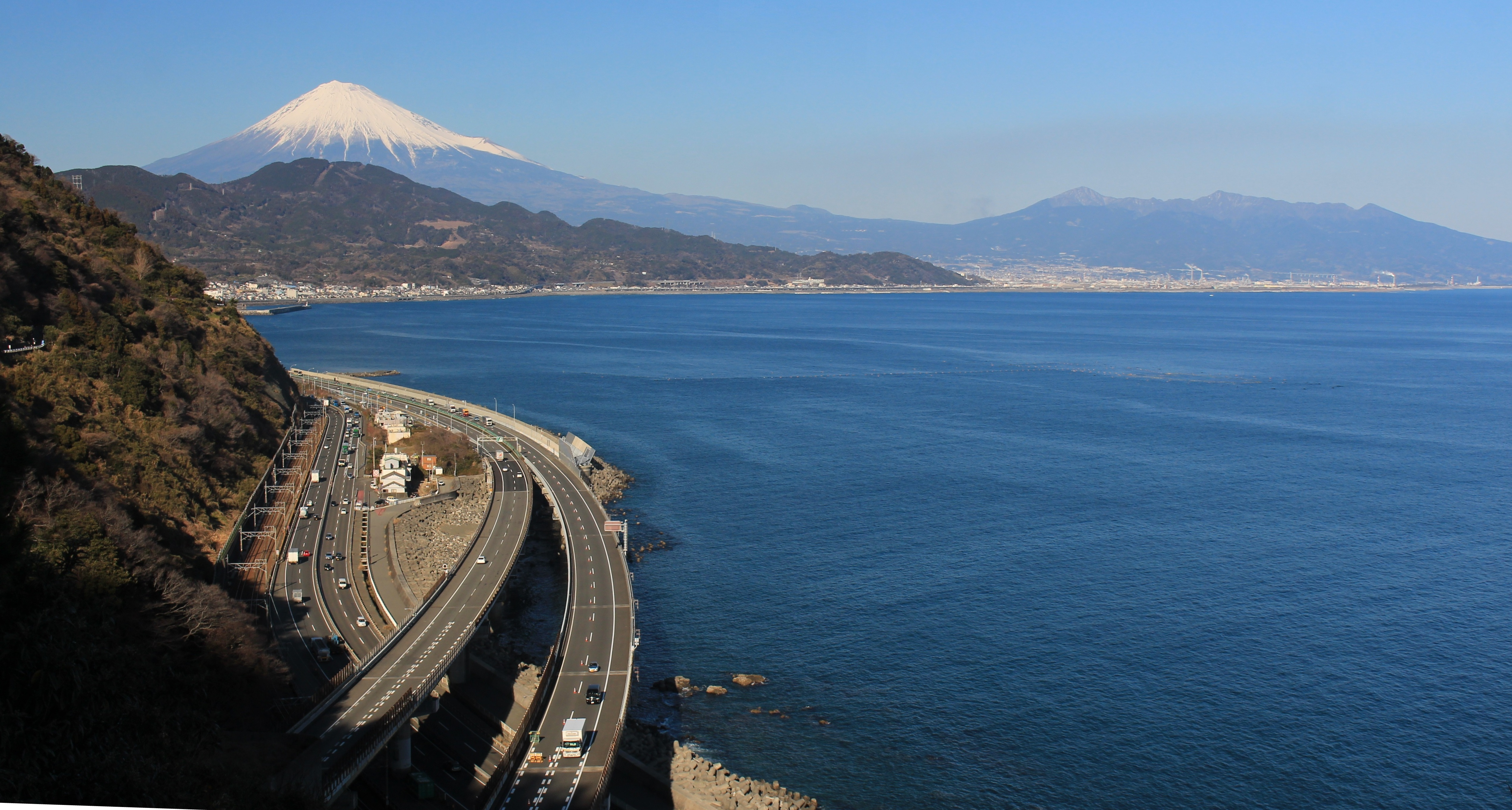
Національна дорога 1 і швидкісна дорога Томей, що пролягають паралельно одна одній на березі затоки Суруга поблизу гори Фудзі в префектурі Сідзуока

Національному шляху 1 передував Токайдо між Токіо та Кіото та старий Кіо Кайдо з Кіото до Осаки. Будівництво дороги здійснювалося за розпорядженням першого сьогуна періоду Едо Токугави Іеясу. Він сполучав стару столицю Японії, Кіото, з новою столицею Токугави, Едо. Поштові станції Токайдо, відомі японською мовою як сюкуба, були зображені гравцем Утаґавою Хіросіґе на його гравюрі укійо-е П’ятдесят три станції Токайдо».
У 1919 році було прийнято перший Акт про дороги, який встановлював шосе, яке також називають Національним маршрутом 1 між Токіо та містом Шінгу в префектурі Вакаяма, частково вздовж поточного маршруту. 4 грудня 1952 року Кабінет міністрів Японії визначив маршрут як Основну національну магістраль 1 між Токіо та Осакою, встановивши магістраль майже повністю за її поточним маршрутом. 1 квітня 1965 року маршрут був перейменований як Загальний національний маршрут 1.

## Дивись також
- Ґокі-сітідо, стародавні шосе Японії